# Каловето
Каловето је насеље у Италији у округу Козенца, региону Калабрија.
Према процени из 2011. у насељу је живело 1283 становника. Насеље се налази на надморској висини од 368 м.

## Становништво
| 1951. | 1961. | 1971. | 1981. | 1991. | 2001. | 2011. |
| ----- | ----- | ----- | ----- | ----- | ----- | ----- |
| 1.456 | 1.721 | 1.847 | 1.866 | 1.621 | 1.432 | 1.283 |